# Río Artibay

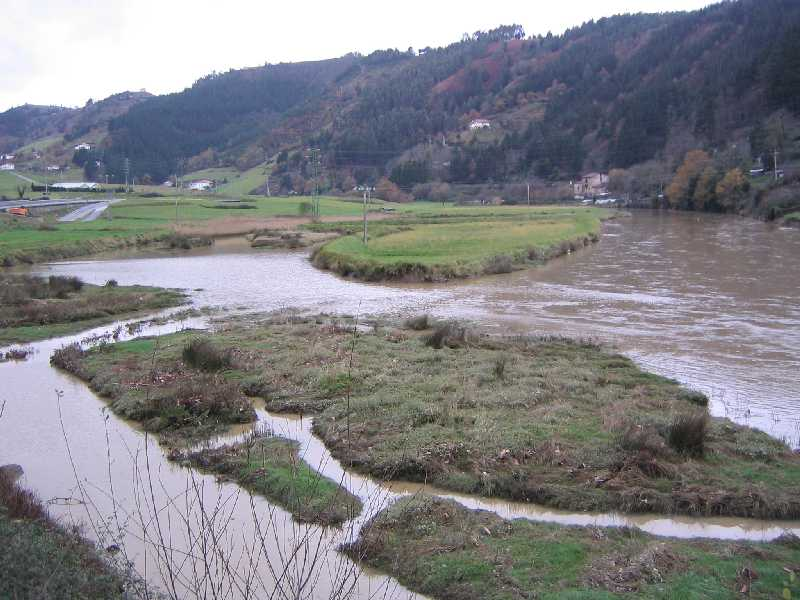
Marismas del río Artibay en Ondárroa

El río Artibay (en euskera, Artibai) es un río del norte de la península ibérica que nace en los Montes Vascos y desemboca en el Mar Cantábrico. Su curso transcurre por Vizcaya, País Vasco, en el norte de España.
Etimológicamente puede venir, en euskera, de arte, «encina» e ibai, «río», es decir «río de encinas».

## Curso
Nace en la ladera norte del monte Oiz de donde proceden diferentes arroyos que se unen y toman entidad en el barrio de Iruzubieta de Marquina-Jeméin. Más adelante recibe por su margen derecha al río Urko que procede del monte del mismo nombre.
Cruza por los municipios de Mallavia, Cenarruza-Puebla de Bolívar, Marquina-Jeméin; a partir de Berriatúa forma una ría al verse influido por las mareas y desemboca en Ondárroa. En los primeros años del siglo XX tuvo mucho renombre el balneario de Urberuaga situado en su orilla derecha poco después de abandonar el núcleo urbano Markiñarra.
El valle del Artibay, junto con el del río Lea, forma la comarca vizcaína de Lea Artibay.
Aparece descrito en el segundo volumen del Diccionario geográfico-estadístico-histórico de España y sus posesiones de Ultramar de Pascual Madoz con las siguientes palabras:

ARTIBAI: arroyo en la prov. de Vizcaya, part. jud. de Marquina y uno de los que descendiendo de la encumbrada sierra de Oiz dan origen al r. de Lequeitio.
(Madoz, 1845, p. 605)

## Ecología
El Artibay está integrado en la red de protección Natura 2000. La calidad de sus aguas, sobre todo en la parte alta de la cuenca, favorece el hábitat del visón europeo (Mustela lutreola), carnívoro semiacuático globalmente amenazado, el cual es muy exigente con la conservación de los márgenes y riberas, donde encuentra sus presas principales: cangrejos, peces, anfibios, aves acuáticas.
En la parte alta de la cuenca predominan los usos agrícolas del suelo, con prados y plantaciones de pinares pero es posible encontrar restos del bosque autóctono original con algunos encinares cantábricos, sobre todo en la orilla izquierda, y zonas de alisos, fresnos y avellanos.
El cauce es pedregoso, con bloques de piedras areniscas y calizas, alternando con gravas, arenas y arcillas. Hay mucha vegetación de algas y musgos y, en sus orillas, helechos. En sus aguas se pueden encontrar desde salmones hasta barbos, pasando por las truchas, olinas o anguilas.
En la desembocadura quedan algunos restos de las antiguas marismas.

## Afluentes
Los afluentes del Artibay son por la derecha:
- Urko.
- Amalloa.
- Gorozika.

Por la izquierda:
- Zigortza.
- Igotz.